# طوطی‌نوک سینه‌سیاه
طوطی‌نوک سینه‌سیاه (نام علمی: Paradoxornis flavirostris) نام یک گونه از تیره چرخ‌ریسک‌نمایان است.